# نئوس آسنسی
نئوس آسنسی (اسپانیایی: Neus Asensi‎؛ زادهٔ ۴ اوت ۱۹۶۵) بازیگر اهل اسپانیا است.
از فیلم‌ها یا برنامه‌های تلویزیونی که وی در آنها نقش داشته‌است می‌توان به پاریس ۷۰، سرقت در ساعت ۳... و نیم، مردان پاکو، عنکبوتیان، دختر رؤیاهای شما، ملکه اسپانیا و تورنته، مأمور خرفت قانون اشاره کرد.